# Škripec
Škrípec je orodje, s katerim lahko zmanjšamo silo, potrebno za dviganje bremena, ali pa preusmerimo smer sile. Sestavlja ga kolo z utorom za vrv ali pletenico. Napravo s škripci imenujemo škrípčevje.
Kljub temu, da je z uporabo škripca potrebna manjša sila za dviganje bremena, pri dvigovanju bremena do iste višine opravimo enako delo, saj deluje sila na ustrezno daljši poti.

## Vrste škripcev
- Pritrjeni škripec ima nepremično os in ga uporabljamo za preusmeritev smeri sile. (ni skice) Sila, s katero dvigujemo breme, je enaka teži bremena. Pritrejeni škripec ne spremeni velikost sile ampak njeno smer.

- Gibljivi škripec ima prosto os, z njim lahko zmanjšamo silo, potrebno za dvigovanje bremena. V ravnovesju se v osi uravnovesijo teža bremena ter sili ene in druge vrvi (ki sta po velikosti enaki). Kot vidimo na skici, je sila, potrebna za dvigovanje bremena, enaka polovici teže bremena.

- Škripčevje je sestavljeno iz pritrjenih in gibljivih škripcev. Sila, potrebna za dvigovanje bremena, je lahko dosti manjša od teže bremena, odvisno od škripčevja. Plutarh poroča, da je Arhimed s pomočjo škripčevja z lastno močjo premaknil celo ladjo s posadko vred.